# Альбрехт IV (герцог Баварії)
Альбрехт IV Мудрий (нім. Albrecht IV. der Weise; 15 грудня 1447 ,Мюнхен— 18 березня 1508) — герцог Баварсько-Мюнхенський у 1463—1503 роках, герцог Баварії у 1503—1508 роках.

## Життєпис

### Молоді роки
Походив з династії Віттельсбахів. Четвертий син Альбрехта III, герцога Баварсько-Мюнхенського, та Анни Брауншвейг-Грубенгаген-Айнбекської.  Йому було визначено церковну кар'єру. У 1461 році поступив до Кельнського університету, де вивчав богослов'я. Потім продовжив навчання в Павії.

### Герцог Баварії-Мюнхена
Після смерті свого старшого брата Іоганна IV, Альбрехт залишив духовну кар'єру і повернувся з Павії в Мюнхен. У 1463 році він став співправителем старшого брата Сизігмунда I. Але повернувся до Мюнхена у 1465 році. Втім не відігравав помітної ролі в управлінні герцогством.
У 1467 році після зречення Сигізмунда I Альбрехт IV став єдиним герцогом Баварії-Мюнхена. Втім його правління оскаржив молодший брат Крістоф, що висунув свої права на герцогську владу. Потім до нього долучився інший брат Вольфганг, єпископ Пассау, який також бажав керувати частиною герцогства. З цього моменту почалася боротьба Альбрехта IV за одноосібне володарювання.
У 1468 році вимушений був погодитися на арбітраж свого родича Людвіга IX, герцога Ландсгут-Баварського, за результатами якого вимушений був розділити правління з братом Крістофом. Останньому Альбрехт IV зобов'язався сплачувати 8000 гульденів щорічно. У 1468—1469 роках вимушений був боротися проти лицарського союзу Бьоклербунд. З 1470 року розпочав дії з оволодіння Регенсбургом, використовуючи борги останнього.
У 1471 році за наказом Альбрехта IV у лазні в Мюнхені було схоплено герцога Крістофа, якого запроторено до в'язниці. В 1472 році на вимогу імператора Фрідріха III Габсбурга вимушений був випустити брата. Втім боротьба з останнім тривала.
1473 року домігся відмови брата Вольфганга від прав на Баварію-Мюнхен. У 1475 році Альбрехт IV в черговий раз домовився з Крістофом, який в обмін на 20 тис. гульденів та 2 міста відмовився від управління Баварсько-Мюнхенським герцогством на 10 років.
У 1485 році знову вступив у боротьбу з Крістофом, якому зрештою зумів нав'язати свої умови, за якими в обмін на три міста та щорічну пенсію, Крістоф остаточно відмовився від прав на володарювання на користь Альбрехта IV.
Тривалий час Альбрехт IV намагався одружитися з донькою імператора, обіцяючи тому  повернення імператорських феодів. Втім Фрідріх III чинив спротив цьому. 1485 року викупив володіння Аренсбергів, впливових шляхтичів регенсбурзької області. 1486 року зайняв місто Регенсбург. Водночас намагався обмежити світські права єпископа Генріха IV фон Абсберга.
3 січня 1487 року Альбрехт IV одружився з донькою імператора Фрідріха III в Грюнвальдському замку. У червні того ж року уклав союз з Філіппом, курфюрстом Пфальца, та Георгом, герцогом Ландсгут-Баварського. Натомість проти цього союзу у 1488 році імператор створив Швабський союз. 1489 року Альбрехт IV розпочав нову боротьбу проти імперського лицарства, яке не підкорялося герцогу.
У 1491—1492 роках боровся проти Швабського союзу, але без успіху. Через тиск імператора Альбрехт IV у 1492 році за Аугсбурзьким миром вирішив повернути територіальні надбання в Швабії, щоб уникнути великої війни з імператором, а також вивів баварські війська з Регенсбургу.
1501 року після смерті свого брата Сигізмунда зумів приєднати до своїх володінь Дахау-Баварське герцогство.

### Об'єднання Баварії
1503 року після смерті Георга, останнього герцога Баварії-Ландсхут, Альбрехт IV приєднав до свої володінь Ландсгут-Баварське герцогство. Цим самим після 154 років відбулося об'єднання усіх баварських земель.
Втім Альбрехту IV тоді ж довелося протистояти претензіям Єлизавети, доньки герцога Георга, та Рупрехта з Пфальцької лінії Віттельсбахів. Протистояння вилилося у Війну за ландгутську спадщину. Втім у 1504 році Альбрехт IV здобув перемогу, передавши Рупрехту герцогство Пфальц-Нойбург. Водночас герцогу Баварії довелося віддати міста Куфштайн, Кітцбюель і Раттенберг імператору Максиміліанау I в як компенсацію за підтримку.
Щоб уникнути поділу Баварії в майбутньому, Альбрехт IV видав в 1506 році указ про спадкування за перворідством. Помер у 1508 році. Його поховано у Фрауенкірхе в Мюнхені. Спадкував старший син Вільгельм.

## Родина
Дружина — Кунігунда, донька Фрідріха III Габсбурга, імператора Священної Римської імперії
Діти:
- Сідонія (1488—1505)
- Сибіла (1489—1519), дружина Людвіга V, курфюрста Пфальца
- Сабіна (1492—1564), дружина Ульріха I, герцога Вюртембергу
- Вільгельм (1493—1550), герцог Баварії у 1508—1550 роках
- Людвіг (1495—1545), герцог Ландсгут-Баварський у 1516—1545 роках
- Сузанна (1499—1500)
- Ернст (1500—1560), архієпископ Зальцбургу
- Сузанна (1502——1543), дружина: 1) Казимира Гогенцоллерн, маркграфа Бранденбург-Байрот; 2) Оттон-Генріха, курфюрства Пфальца